# 애니콜 노리 F
애니콜 노리 F(Anycall Nori)는 삼성전자가 2010년 9월에 출시한 폴더형 휴대 전화이다. .

## 세부 모델
세부 모델 및 각 모델별 차이는 아래와 같다.
| 모델명    | 통신사   |
| --------- | -------- |
| SHW-A200S | SK텔레콤 |
| SHW-A200K | KT       |